# ウィキニュース

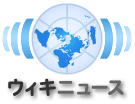
日本語版ウィキニュースのロゴマーク

ウィキニュース（WIKINEWS）は、インターネット上のフリーコンテントなニュースソース（インターネット新聞の一種）で、ウィキメディア財団が運営するプロジェクトのひとつ。誰もが投稿することができ、幅広い話題を受け入れている。その目的は、ウィキニュースのメインページが述べるところによれば「市民ジャーナリストが他に依存せず現在起こっているさまざまなことについてニュースを伝えることができる多様性をもった環境を作り出すこと」にある。

## 歴史
ウィキニュースの構想は、2003年1月になされた2行からなる匿名の提案にさかのぼる。ウィキペディアの関連ウェブサイトであるメタウィキメディアで、Wikinews という名のニュースサイトが提案された。この提案はウィキペディアの姉妹プロジェクトとして、「偏向のない、かつ詳細な、さまざまな主題のニュース」を扱うウェブサイトの開設を示唆した。2004年に入ると、こうしたニュースを扱うプロジェクトが、いつ、どのように開始しうるかを論じる機運が高まった。初期の構想に対して、ウィキペディアに古くから参加していた利用者から反対があり、ウィキペディアはすでにニュースの要約ページである「最近の出来事」をもっていることが多数の反対者から指摘された。しかし逆にこの指摘が、ウィキメディア財団の運営する新しいプロジェクトとして、いかにニュースサイトが実現されうるかに関する詳細な議論といくつかの提案につながった。
ウィキメディアプロジェクト参加者によるプロジェクト開始の是非を問う投票の後、2004年11月に、デモンストレーションのためのサイトが開設され、どのように共同作業によるニュースサイトが機能しうるかを示そうとした。このときの投稿は主に英語でなされた。翌月12月には、ウェブサイトはデモ段階からベータ版へと移行し、またこのとき英語版とドイツ語版が開設された。その後、オランダ語、フランス語、スペイン語、スウェーデン語、ブルガリア語、ポーランド語、ポルトガル語、ルーマニア語、ウクライナ語、セルビア語、日本語、ロシア語、ヘブライ語の各プロジェクトが開設された（開設順）。
英語版の標準名前空間（記事がおかれる名前空間）でのページ数は2005年3月13日に1000ページに達した。また2005年7月20日以降、英語版はGoogleニュースのインデックスの対象サイトとなっている。
日本語版は2005年7月14日に開設された。
ウィキニュースのほとんどの言語版は開設以来パブリックドメインで提供されていたが、法律上の諸問題からライセンスを決める必要が指摘されていた。参加者による投票を参考にして、2005年9月24日から、クリエイティブ・コモンズ表示2.5が採用された。

## 付属プロジェクト
ウィキニュースは文字による記事を配信しているが、英語版ウィキニュースでは音声やビデオでのニュース配信が模索されている。オーディオ版はウェブサイトに投稿された記事を朗読し、Ogg Vorbisフォーマットで録音したものを配信するプロジェクトである。放送版はビデオ配信のプロジェクトであり、現在は提案段階にとどまっている。